# Persone di cognome Johnson/Giocatori di football americano
| Questa pagina contiene informazioni ricavate automaticamente dalle voci biografiche con l'ausilio del template Bio e di un bot. L'aggiornamento è periodico e automatico e ricostruisce completamente la pagina. Se manca una persona in questa lista, sei pregato di non aggiungerla, ma accertati piuttosto che la sua voce biografica contenga il template Bio e che i dati anagrafici siano correttamente compilati. Se il template Bio manca, inseriscilo tu stesso o, in alternativa, metti l'avviso {{tmp\|Bio}} che ne segnala la mancanza. Se i dati riportati sono sbagliati, correggi direttamente la voce biografica; le modifiche saranno visibili in questa lista entro pochi giorni. Per chiarimenti vedi il progetto antroponimi. La lista contiene solo le 100 persone che sono citate nell'enciclopedia e per le quali è stato implementato correttamente il template Bio. Pagina aggiornata al 7 giu 2025. |

Questa è una lista di persone presenti nell'enciclopedia che hanno il cognome Johnson e sono giocatori di football americano.

## A(5)
- A.J. Johnson, giocatore di football americano statunitense (Gainesville, n. 1991)
- Andre Johnson, ex giocatore di football americano statunitense (Miami, n. 1981)
- Andre Johnson, ex giocatore di football americano statunitense (Southampton, n. 1973)
- Antonio Johnson, giocatore di football americano statunitense (East St. Louis, n. 2001)
- Austin Johnson, giocatore di football americano statunitense (Galloway, n. 1994)

## B(1)
- Rudi Johnson, ex giocatore di football americano statunitense (Petersburg, n. 1979)

## C(13)
- Cade Johnson, giocatore di football americano statunitense (Papillion, n. 1998)
- Cam Johnson, giocatore di football americano statunitense (Washington, n. 1990)
- Cedric Johnson, giocatore di football americano statunitense
- Cedric Johnson, giocatore di football americano statunitense (Mobile, n. 2002)
- Chad Johnson, ex giocatore di football americano e calciatore statunitense (Miami, n. 1978)
- Charlie Johnson, giocatore di football americano statunitense (Durant, n. 1984)
- Charles Johnson, giocatore di football americano statunitense (Elsmere, n. 1989)
- Charles Johnson, giocatore di football americano statunitense (San Bernardino, n. 1972 - Wake Forest, † 2022)
- Charles Johnson, giocatore di football americano statunitense (Hawkinsville, n. 1986)
- Chris Johnson, giocatore di football americano statunitense (Longview, n. 1979)
- Chris Johnson, ex giocatore di football americano statunitense (Orlando, n. 1985)
- Collin Johnson, giocatore di football americano statunitense (Los Angeles, n. 1997)
- Cornelius Johnson, giocatore di football americano statunitense (Richmond, n. 1943 - † 2017)

## D(8)
- D'Ernest Johnson, giocatore di football americano statunitense (n. 1996)
- D.J. Johnson, giocatore di football americano statunitense (Sacramento, n. 1998)
- David Johnson, ex giocatore di football americano statunitense (Clinton, n. 1991)
- Derrick Johnson, ex giocatore di football americano statunitense (Waco, n. 1982)
- Desjuan Johnson, giocatore di football americano statunitense (Detroit, n. 1999)
- Buddy Johnson, giocatore di football americano statunitense (Dallas, n. 1999)
- Diontae Johnson, giocatore di football americano statunitense (n. 1996)
- Dontae Johnson, giocatore di football americano statunitense (Pennington, n. 1991)

## E(4)
- Eddie Johnson, giocatore di football americano statunitense (Albany, n. 1959 - Cleveland, † 2003)
- Ellis Johnson, ex giocatore di football americano statunitense (Wildwood, n. 1973)
- Eric Johnson, ex giocatore di football americano statunitense (Needham, n. 1979)
- Ezra Johnson, ex giocatore di football americano statunitense (Shreveport, n. 1955)

## F(1)
- Fred Johnson, giocatore di football americano statunitense (West Palm Beach, n. 1997)

## G(3)
- George Johnson, giocatore di football americano statunitense (Glassboro, n. 1987)
- Gerard Johnson, ex giocatore di football americano e allenatore di football americano statunitense (n. 1995)
- Gregg Johnson, giocatore di football americano statunitense (Houston, n. 1958)

## I(1)
- Isaiah Johnson, giocatore di football americano statunitense (Bryan, n. 1995)

## J(17)
- Jakob Johnson, giocatore di football americano tedesco (Stoccarda, n. 1994)
- Jaleel Johnson, giocatore di football americano statunitense (Brooklyn, n. 1994)
- Jamar Johnson, giocatore di football americano statunitense (Sarasota, n. 1999)
- Brad Johnson, ex giocatore di football americano statunitense (Marietta, n. 1968)
- Jimmy Johnson, giocatore di football americano statunitense (Dallas, n. 1938 - San Francisco, † 2024)
- James-Michael Johnson, giocatore di football americano statunitense (Vallejo, n. 1989)
- Jaquan Johnson, giocatore di football americano statunitense (Miami, n. 1995)
- Jaylon Johnson, giocatore di football americano statunitense (Fresno, n. 1999)
- Jermaine Johnson II, giocatore di football americano statunitense (Eden Prairie, n. 1999)
- Jeron Johnson, giocatore di football americano statunitense (Compton, n. 1988)
- John Henry Johnson, giocatore di football americano statunitense (Waterproof, n. 1929 - Tracy, † 2011)
- Johnnie Johnson, ex giocatore di football americano statunitense (La Grange, n. 1956)
- Keyshawn Johnson, giocatore di football americano statunitense (Los Angeles, n. 1972)
- Joe Johnson, ex giocatore di football americano statunitense (Washington, n. 1962)
- Joe Johnson, ex giocatore di football americano statunitense (Cleveland, n. 1972)
- Joe Johnson, giocatore di football americano statunitense (New Haven, n. 1929 - Las Vegas, † 2003)
- Josh Johnson, giocatore di football americano statunitense (Oakland, n. 1986)

## K(5)
- Kaleb Johnson, giocatore di football americano statunitense (Cincinnati, n. 2003)
- KeeSean Johnson, giocatore di football americano statunitense (East Palo Alto, n. 1996)
- Kerryon Johnson, giocatore di football americano statunitense (Huntsville, n. 1997)
- Kevin Johnson, giocatore di football americano statunitense (Clarksville, n. 1992)
- Kyron Johnson, giocatore di football americano statunitense (Arlington, n. 1999)

## L(2)
- Lane Johnson, giocatore di football americano statunitense (Groveton, n. 1990)
- Leonard Johnson, giocatore di football americano statunitense (Clearwater, n. 1990)

## M(3)
- Marcus Johnson, giocatore di football americano statunitense (Greenville, n. 1981)
- Mike Johnson, ex giocatore di football americano statunitense (Pensacola, n. 1987)
- Michael Johnson, giocatore di football americano statunitense (Selma, n. 1987)

## N(3)
- Nazeeh Johnson, giocatore di football americano statunitense (Martinsburg, n. 1998)
- Nico Johnson, giocatore di football americano statunitense (Andalusia, n. 1990)
- Norm Johnson, ex giocatore di football americano statunitense (Inglewood, n. 1960)

## O(1)
- Olabisi Johnson, giocatore di football americano statunitense (Wheat Ridge, n. 1997)

## P(1)
- Patrick Johnson, giocatore di football americano statunitense (Chattanooga, n. 1998)

## Q(1)
- Quinn Johnson, giocatore di football americano statunitense (New Orleans, n. 1986)

## R(12)
- Randell Johnson, giocatore di football americano statunitense (Miami, n. 1991)
- Randy Johnson, giocatore di football americano statunitense (San Antonio, n. 1944 - Brevard, † 2009)
- Duke Johnson, ex giocatore di football americano statunitense (Miami, n. 1993)
- Ravon Johnson, giocatore di football americano statunitense (Bolingbrook)
- Richard Johnson, ex giocatore di football americano statunitense (Harvey, n. 1963)
- Rishaw Johnson, giocatore di football americano statunitense (New Orleans, n. 1989)
- Rob Johnson, ex giocatore di football americano statunitense (Newport Beach, n. 1973)
- Bob Johnson, ex giocatore di football americano statunitense (Gary, n. 1946)
- Robert Johnson, giocatore di football americano e allenatore di football americano statunitense (Americus, n. 1982)
- Ron Johnson, ex giocatore di football americano canadese (Monterey, n. 1958)
- Roschon Johnson, giocatore di football americano statunitense (Port Arthur, n. 2001)
- Rufus Johnson, giocatore di football americano statunitense (n. 1990)

## S(5)
- Shelton Johnson, giocatore di football americano statunitense (Carrollton, n. 1990)
- Sidney Johnson, ex giocatore di football americano statunitense (Los Angeles, n. 1965)
- Steven Johnson, ex giocatore di football americano statunitense (Media, n. 1988)
- Stevie Johnson, giocatore di football americano statunitense (San Francisco, n. 1986)
- Storm Johnson, giocatore di football americano statunitense (Loganville, n. 1992)

## T(8)
- T.J. Johnson, giocatore di football americano statunitense (Aynor, n. 1990)
- Taron Johnson, giocatore di football americano statunitense (Sacramento, n. 1996)
- Theo Johnson, giocatore di football americano canadese (Winnipeg, n. 2001)
- Tim Johnson, ex giocatore di football americano statunitense (Sarasota, n. 1965)
- Trumaine Johnson, giocatore di football americano statunitense (Stockton, n. 1990)
- Ty Johnson, giocatore di football americano statunitense (Cumberland, n. 1997)
- Tyler Johnson, giocatore di football americano statunitense (Minneapolis, n. 1998)
- Tyron Johnson, giocatore di football americano statunitense (New Orleans, n. 1996)

## W(5)
- Walter Johnson, giocatore di football americano e wrestler statunitense (Cincinnati, n. 1942 - † 1999)
- Wendell Johnson, ex giocatore di football americano statunitense
- Wesley Johnson, ex giocatore di football americano statunitense (Nashville, n. 1991)
- Billy Johnson, ex giocatore di football americano statunitense (Boothwyn, n. 1952)
- Will Johnson, giocatore di football americano statunitense (Detroit, n. 2003)

## Z(1)
- Zion Johnson, giocatore di football americano statunitense (Bowie, n. 1999)